# Stoke Climsland
Stoke Climsland – wieś w Anglii, w Kornwalii, która leży w obrębie civil parish Stokeclimsland. Miejscowość zlokalizowana jest 99 km na północny wschód od miasta Penzance i 313 km na zachód od Londynu.